# Alejandra Maritza Cartagena López
Alejandra Maritza Cartagena López es una abogada feminista y activista contra la desaparición política. 

## Biografía
Es hija de Leticia Galarza Campos y David Jiménez Sarmiento ambos miembros de la Liga Comunista 23 de Septiembre. Su madre fue desaparecida el 5 de enero de 1978 durante el gobierno de López Portillo, su padre fue líder de la brigada roja es asesinado el 17 de agosto de 1976 antes de su nacimiento, por parte de la familia paterna su abuelo fue desaparecido y 7 miembros más le fueron asesinados.
La última vez que Alejandra vio a su madre fue el 5 de enero del 1978, tenía apenas seis meses cuando Leticia Galarza la dejó encargada con su compañero de lucha Manuel Cartagena Saracho. 
El único documento que tiene de su mamá es del 18 de febrero de 1978. El papel registró el ingreso de Leticia Galarza al campo militar primero, el mismo en el que estaba secuestrada la abuela. El documento fue firmado por Miguel Nazar Haro, en aquel entonces titular de Dirección Federal de Seguridad, una oficina dependiente de la Secretaría de Gobernación y encargada de la razia a los guerrilleros comunistas.
A principios del siglo XXI hubo publicaciones importantes que comenzaron a desenterrar lo sucedido durante la Guerra Sucia, como el libro La Charola, de Sergio Aguayo (2001), una investigación sobre los servicios secretos mexicanos, basada en historias encontradas en los archivos del Centro de Investigación y Seguridad Nacional (Centro de Investigación y Seguridad Nacional); o La historia que no pudieron borrar; la guerra sucia en Jalisco, quien explica en el prólogo que el libro es “una modesta aportación para sacar de las notas rojas las luchas sociales y políticas, para conocer la versión no oficial, las otras voces (…) Los textos son una aproximación a esa parte del pasado que explica nuestro presente.

## Trayectoria
Es abogada por la Universidad Enrique Díaz de León UNDEL  y Maestra Derechos Humanos y Paz por el ITESO. Es activista feminista, y su labor es ayudar a otras mujeres así como contribuir a la resolución de casos de mujeres desaparecidas y de feminicidios desde su incorporación a CLADEM desde 2010
Ha participado en marchas y actos para evidenciar la violencia contra las mujeres durante 2014,  instaló un módulo para brindar información a los asistentes sobre los derechos de las mujeres y los tipos de violencia que existen. También pegaron pancartas informativas, pusieron veladoras, exhibieron figuras de cartón y de lona en memoria de las víctimas de feminicidios, para que sus historias no sean olvidadas. Además colocaron una gran cartulina donde las asistentes escribieron experiencias vividas de todo tipo de violencia, y realizaron un performance que consistía en una relectura de "Sátira filosófica", el poema de Sor Juana Inés de la Cruz.
El Gobierno de Guadalajara, en el marco del Día Internacional de la Mujer durante el 2017, le entregó el Reconocimiento Irene Robledo para este logro fue propuesta por: Federación Latinoamericana Asociaciones de Familiares Detenidos Desaparecidos FEDEFAM, Fuerzas Unidas por Nuestros Desaparecidos en Nuevo León (FUNDENL), Observatorio Ciudadano Nacional del Feminicidio (OCNF), Grupo de Mujeres de San Cristóbal de las Casas, AC, Colectivo de Encuentro entre Mujeres, Red de Mujeres y Hombres por una Opinión Pública con perspectiva de Género en Campeche, AC. y Comunicación e Información de la Mujer, AC